# جاك كومبز
جاك كومبز (بالإنجليزية: Jack Coombs)‏ هو لاعب كرة قاعدة أمريكي، ولد في 18 نوفمبر 1882 في لي غراند في الولايات المتحدة، وتوفي في 15 أبريل 1957 في فلسطين في الولايات المتحدة بسبب نوبة قلبية.

## وصلات خارجية
- جاك كومبز على موقعبيزبول رفرنس.كوم (الدوري الرئيسي) (الإنجليزية)
- جاك كومبز على موقعبيزبول رفرنس.كوم (الدوري الثانوي) (الإنجليزية)
- جاك كومبز على موقع قاعة كارولاينا الشمالية للمشاهير الرياضية (الإنجليزية)
- جاك كومبز على موقع قاعة آيوا للمشاهير الرياضية (الإنجليزية)